# Lijst van medaillewinnaars op de Olympische Winterspelen 2014
Deze pagina geeft een totaal overzicht van de medaillewinnaars op de Olympische Winterspelen 2014 in Sotsji, Rusland. Hierbij is de indeling alfabetisch gerangschikt op basis van de zeven olympische sporten en binnen de sporten op discipline.

## Biatlon
Mannen
| Onderdeel             | Goud | Goud                                                              | Zilver | Zilver                                             | Brons | Brons                                                              |
| --------------------- | ---- | ----------------------------------------------------------------- | ------ | -------------------------------------------------- | ----- | ------------------------------------------------------------------ |
| 10 km sprint          | NOR  | Ole Einar Bjørndalen                                              | AUT    | Dominik Landertinger                               | CZE   | Jaroslav Soukup                                                    |
| 12,5 km achtervolging | FRA  | Martin Fourcade                                                   | CZE    | Ondřej Moravec                                     | FRA   | Jean-Guillaume Béatrix                                             |
| 15 km massastart      | NOR  | Emil Hegle Svendsen                                               | FRA    | Martin Fourcade                                    | CZE   | Ondřej Moravec                                                     |
| 20 km individueel     | FRA  | Martin Fourcade                                                   | GER    | Erik Lesser                                        | RUS   | Jevgeni Garanitsjev                                                |
| 4×7,5 km estafette    | RUS  | Dmitri Malysjko Jevgeni Oestjoegov Anton Sjipoelin Aleksej Volkov | GER    | Daniel Böhm Erik Lesser Arnd Peiffer Simon Schempp | AUT   | Simon Eder Daniel Mesotitsch Dominik Landertinger Christoph Sumann |

Vrouwen
| Onderdeel           | Goud | Goud                                                          | Zilver | Zilver                                                            | Brons | Brons                                                     |
| ------------------- | ---- | ------------------------------------------------------------- | ------ | ----------------------------------------------------------------- | ----- | --------------------------------------------------------- |
| 7,5 km sprint       | SVK  | Anastasiya Kuzmina                                            | RUS    | Olga Viloechina                                                   | UKR   | Vita Semerenko                                            |
| 10 km achtervolging | BLR  | Darja Domratsjeva                                             | NOR    | Tora Berger                                                       | SLO   | Teja Gregorin                                             |
| 12,5 km massastart  | BLR  | Darja Domratsjeva                                             | CZE    | Gabriela Soukalová                                                | NOR   | Tiril Eckhoff                                             |
| 15 km individueel   | BLR  | Darja Domratsjeva                                             | SUI    | Selina Gasparin                                                   | BLR   | Nadezjda Skardino                                         |
| 4×6 km estafette    | UKR  | Joelia Dzjyma Olena Pidhroesjna Valj Semerenko Vita Semerenko | RUS    | Jana Romanova Jekaterina Sjoemilova Olga Viloechina Olga Zajtseva | NOR   | Tora Berger Tiril Eckhoff Ann Kristin Flatland Fanny Horn |

Gemengd landenteam
| Onderdeel          | Goud | Goud                                                               | Zilver | Zilver                                                             | Brons | Brons                                                        |
| ------------------ | ---- | ------------------------------------------------------------------ | ------ | ------------------------------------------------------------------ | ----- | ------------------------------------------------------------ |
| Gemengde estafette | NOR  | Tora Berger Ole Einar Bjørndalen Tiril Eckhoff Emil Hegle Svendsen | CZE    | Ondřej Moravec Jaroslav Soukup Gabriela Soukalová Veronika Vítková | ITA   | Lukas Hofer Karin Oberhofer Dorothea Wierer Dominik Windisch |

## Curling
| Onderdeel | Goud | Goud                                                               | Zilver | Zilver                                                                                    | Brons | Brons                                                                     |
| --------- | ---- | ------------------------------------------------------------------ | ------ | ----------------------------------------------------------------------------------------- | ----- | ------------------------------------------------------------------------- |
| Mannen    | CAN  | Caleb Flaxey Ryan Fry Brad Jacobs E. J. Harnden Ryan Harnden       | GBR    | Scott Andrews Tom Brewster Greg Drummond Michael Goodfellow David Murdoch                 | SWE   | Niklas Edin Oskar Eriksson Viktor Kjäll Sebastian Kraupp Fredrik Lindberg |
|           |      |                                                                    |        |                                                                                           |       |                                                                           |
| Vrouwen   | CAN  | Jennifer Jones Kaitlyn Lawes Dawn McEwen Jill Officer Kirsten Wall | SWE    | Christina Bertrup Agnes Knochenhauer Maria Prytz Margaretha Sigfridsson Maria Wennerström | GBR   | Vicki Adams Lauren Gray Claire Hamilton Eve Muirhead Anna Sloan           |

## IJshockey
| Onderdeel | Goud   | Goud   | Zilver           | Zilver           | Brons       | Brons       |
| --------- | ------ | ------ | ---------------- | ---------------- | ----------- | ----------- |
| Mannen    | Canada | Canada | Zweden           | Zweden           | Finland     | Finland     |
|           |        |        |                  |                  |             |             |
| Vrouwen   | Canada | Canada | Verenigde Staten | Verenigde Staten | Zwitserland | Zwitserland |

## Rodelen
| Onderdeel            | Goud                                                               | Goud                                                               | Zilver                                                                         | Zilver                                                                         | Brons                                                       | Brons                                                       |
| -------------------- | ------------------------------------------------------------------ | ------------------------------------------------------------------ | ------------------------------------------------------------------------------ | ------------------------------------------------------------------------------ | ----------------------------------------------------------- | ----------------------------------------------------------- |
| Mannen               | GER                                                                | Felix Loch                                                         | RUS                                                                            | Albert Demtsjenko                                                              | ITA                                                         | Armin Zöggeler                                              |
| Vrouwen              | GER                                                                | Natalie Geisenberger                                               | GER                                                                            | Tatjana Hüfner                                                                 | USA                                                         | Erin Hamlin                                                 |
| Dubbels              | GER                                                                | Tobias Arlt Tobias Wendl                                           | AUT                                                                            | Andreas Linger Wolfgang Linger                                                 | LAT                                                         | Andris Šics Juris Šics                                      |
|                      |                                                                    |                                                                    |                                                                                |                                                                                |                                                             |                                                             |
| Estafette landenteam | Duitsland Tobias Arlt Natalie Geisenberger Felix Loch Tobias Wendl | Duitsland Tobias Arlt Natalie Geisenberger Felix Loch Tobias Wendl | Rusland Vladislav Antonov Albert Demtsjenko Alexander Denisjev Tatjana Ivanova | Rusland Vladislav Antonov Albert Demtsjenko Alexander Denisjev Tatjana Ivanova | Letland Mārtiņš Rubenis Andris Šics Juris Šics Elīza Tīruma | Letland Mārtiņš Rubenis Andris Šics Juris Šics Elīza Tīruma |

## Schaatssporten

### Kunstrijden
| Onderdeel  | Goud | Goud | Zilver | Zilver | Brons | Brons |
| ---------- | --- | --- | --- | --- | --- | --- |
| Mannen     | JPN | Yuzuru Hanyu | CAN | Patrick Chan | KAZ | Denis Ten |
| Vrouwen    | RUS | Adelina Sotnikova | KOR | Kim Yu-na | ITA | Carolina Kostner |
| Paren      | RUS | Tatjana Volosozjar Maksim Trankov | RUS | Ksenia Stolbova Fjodor Klimov | GER | Aliona Savchenko Robin Szolkowy                                                                                               |
| IJsdansen  | USA | Meryl Davis Charlie White | CAN | Tessa Virtue Scott Moir | RUS | Jelena Ilinych Nikita Katsalapov                                                                                              |
| Landenteam | Rusland Jekaterina Bobrova Jelena Ilinych Nikita Katsalapov Fjodor Klimov Joelia Lipnitskaja Jevgeni Pljoesjtsjenko Dmitri Solovjov Ksenia Stolbova Maksim Trankov Tatjana Volosozjar | Rusland Jekaterina Bobrova Jelena Ilinych Nikita Katsalapov Fjodor Klimov Joelia Lipnitskaja Jevgeni Pljoesjtsjenko Dmitri Solovjov Ksenia Stolbova Maksim Trankov Tatjana Volosozjar | Canada Patrick Chan Meagan Duhamel Scott Moir Kirsten Moore-Towers Dylan Moscovitch Kaetlyn Osmond Eric Radford Kevin Reynolds Tessa Virtue | Canada Patrick Chan Meagan Duhamel Scott Moir Kirsten Moore-Towers Dylan Moscovitch Kaetlyn Osmond Eric Radford Kevin Reynolds Tessa Virtue | Verenigde Staten Jeremy Abbott Jason Brown Marissa Castelli Meryl Davis Gracie Gold Simon Shnapir Ashley Wagner Charlie White | Verenigde Staten Jeremy Abbott Jason Brown Marissa Castelli Meryl Davis Gracie Gold Simon Shnapir Ashley Wagner Charlie White |

### Langebaanschaatsen
Mannen
| Onderdeel            | Goud | Goud                                     | Zilver | Zilver                                      | Brons | Brons                                             |
| -------------------- | ---- | ---------------------------------------- | ------ | ------------------------------------------- | ----- | ------------------------------------------------- |
| 500 m                | NED  | Michel Mulder                            | NED    | Jan Smeekens                                | NED   | Ronald Mulder                                     |
| 1000 m               | NED  | Stefan Groothuis                         | CAN    | Denny Morrison                              | NED   | Michel Mulder                                     |
| 1500 m               | POL  | Zbigniew Bródka                          | NED    | Koen Verweij                                | CAN   | Denny Morrison                                    |
| 5000 m               | NED  | Sven Kramer                              | NED    | Jan Blokhuijsen                             | NED   | Jorrit Bergsma                                    |
| 10.000 m             | NED  | Jorrit Bergsma                           | NED    | Sven Kramer                                 | NED   | Bob de Jong                                       |
| Ploegenachtervolging | NED  | Jan Blokhuijsen Sven Kramer Koen Verweij | KOR    | Joo Hyung-joon Kim Cheol-min Lee Seung-hoon | POL   | Zbigniew Bródka Konrad Niedźwiedzki Jan Szymański |

Vrouwen
| Onderdeel            | Goud | Goud                                                      | Zilver | Zilver                                                                        | Brons | Brons                                                             |
| -------------------- | ---- | --------------------------------------------------------- | ------ | ----------------------------------------------------------------------------- | ----- | ----------------------------------------------------------------- |
| 500 m                | KOR  | Lee Sang-hwa                                              | RUS    | Olga Fatkoelina                                                               | NED   | Margot Boer                                                       |
| 1000 m               | CHN  | Zhang Hong                                                | NED    | Ireen Wüst                                                                    | NED   | Margot Boer                                                       |
| 1500 m               | NED  | Jorien ter Mors                                           | NED    | Ireen Wüst                                                                    | NED   | Lotte van Beek                                                    |
| 3000 m               | NED  | Ireen Wüst                                                | CZE    | Martina Sáblíková                                                             | RUS   | Olga Graf                                                         |
| 5000 m               | CZE  | Martina Sáblíková                                         | NED    | Ireen Wüst                                                                    | NED   | Carien Kleibeuker                                                 |
| Ploegenachtervolging | NED  | Lotte van Beek Marrit Leenstra Jorien ter Mors Ireen Wüst | POL    | Katarzyna Bachleda-Curuś Natalia Czerwonka Katarzyna Woźniak Luiza Złotkowska | RUS   | Olga Graf Jekaterina Lobysjeva Jekaterina Sjichova Joelia Skokova |

### Shorttrack
Mannen
| Onderdeel        | Goud | Goud                                                            | Zilver | Zilver                                                              | Brons | Brons                                        |
| ---------------- | ---- | --------------------------------------------------------------- | ------ | ------------------------------------------------------------------- | ----- | -------------------------------------------- |
| 500 m            | RUS  | Viktor An                                                       | CHN    | Wu Dajing                                                           | CAN   | Charle Cournoyer                             |
| 1000 m           | RUS  | Viktor An                                                       | RUS    | Vladimir Grigorev                                                   | NED   | Sjinkie Knegt                                |
| 1500 m           | CAN  | Charles Hamelin                                                 | CHN    | Han Tianyu                                                          | RUS   | Viktor An                                    |
| 5000 m aflossing | RUS  | Viktor An Semjon Jelistratov Vladimir Grigorev Roeslan Zacharov | USA    | Eddy Alvarez John Robert Celski Christopher Creveling Jordan Malone | CHN   | Chen Dequan Han Tianyu Shi Jingnan Wu Dajing |

Vrouwen
| Onderdeel        | Goud | Goud                                                            | Zilver | Zilver                                                             | Brons | Brons                                                         |
| ---------------- | ---- | --------------------------------------------------------------- | ------ | ------------------------------------------------------------------ | ----- | ------------------------------------------------------------- |
| 500 m            | CHN  | Li Jianrou                                                      | ITA    | Arianna Fontana                                                    | KOR   | Park Seung-hi                                                 |
| 1000 m           | KOR  | Park Seung-hi                                                   | CHN    | Fan Kexin                                                          | KOR   | Shim Suk-hee                                                  |
| 1500 m           | CHN  | Zhou Yang                                                       | KOR    | Shim Suk-hee                                                       | ITA   | Arianna Fontana                                               |
| 3000 m aflossing | KOR  | Cho Ha-ri Kim A-lang Kong Sang-jeong Park Seung-hi Shim Suk-hee | CAN    | Marie-Ève Drolet Jessica Hewitt Valérie Maltais Marianne St-Gelais | ITA   | Arianna Fontana Lucia Peretti Martina Valcepina Elena Viviani |

## Skisporten

### Alpineskiën
Mannen
| Onderdeel    | Goud | Goud           | Zilver | Zilver              | Brons   | Brons                 |
| ------------ | ---- | -------------- | ------ | ------------------- | ------- | --------------------- |
| Afdaling     | AUT  | Matthias Mayer | ITA    | Christof Innerhofer | NOR     | Kjetil Jansrud        |
| Combinatie   | SUI  | Sandro Viletta | CRO    | Ivica Kostelić      | ITA     | Christof Innerhofer   |
| Reuzenslalom | USA  | Ted Ligety     | FRA    | Steve Missillier    | FRA     | Alexis Pinturault     |
| Slalom       | AUT  | Mario Matt     | AUT    | Marcel Hirscher     | NOR     | Henrik Kristoffersen  |
| Super G      | NOR  | Kjetil Jansrud | USA    | Andrew Weibrecht    | CAN USA | Jan Hudec Bode Miller |

Vrouwen
| Onderdeel    | Goud    | Goud                      | Zilver | Zilver            | Brons | Brons               |
| ------------ | ------- | ------------------------- | ------ | ----------------- | ----- | ------------------- |
| Afdaling     | SUI SLO | Dominique Gisin Tina Maze |        |                   | SUI   | Lara Gut            |
| Combinatie   | GER     | Maria Höfl-Riesch         | AUT    | Nicole Hosp       | USA   | Julia Mancuso       |
| Reuzenslalom | SLO     | Tina Maze                 | AUT    | Anna Fenninger    | GER   | Viktoria Rebensburg |
| Slalom       | USA     | Mikaela Shiffrin          | AUT    | Marlies Schild    | AUT   | Kathrin Zettel      |
| Super G      | AUT     | Anna Fenninger            | GER    | Maria Höfl-Riesch | AUT   | Nicole Hosp         |

### Freestyleskiën
Mannen
| Onderdeel  | Goud | Goud                  | Zilver | Zilver           | Brons | Brons                 |
| ---------- | ---- | --------------------- | ------ | ---------------- | ----- | --------------------- |
| Aerials    | BLR  | Anton Koesjnir        | AUS    | David Morris     | CHN   | Jia Zongyang          |
| Halfpipe   | USA  | David Wise            | CAN    | Micheal Riddle   | FRA   | Kevin Rolland         |
| Moguls     | CAN  | Alexandre Bilodeau    | CAN    | Mikaël Kingsbury | RUS   | Aleksandr Smysjljajev |
| Skicross   | FRA  | Jean-Frédéric Chapuis | FRA    | Arnaud Bovolenta | FRA   | Jonathan Midol        |
| Slopestyle | USA  | Joss Christensen      | USA    | Gus Kenworthy    | USA   | Nick Goepper          |

Vrouwen
| Onderdeel  | Goud | Goud                    | Zilver | Zilver                | Brons | Brons          |
| ---------- | ---- | ----------------------- | ------ | --------------------- | ----- | -------------- |
| Aerials    | BLR  | Alla Tsoeper            | CHN    | Xu Mengtao            | AUS   | Lydia Lassila  |
| Halfpipe   | USA  | Maddie Bowman           | FRA    | Marie Martinod        | JPN   | Ayana Onozuka  |
| Moguls     | CAN  | Justine Dufour-Lapointe | CAN    | Chloé Dufour-Lapointe | USA   | Hannah Kearney |
| Skicross   | CAN  | Marielle Thompson       | CAN    | Kelsey Serwa          | SWE   | Anna Holmlund  |
| Slopestyle | CAN  | Dara Howell             | USA    | Devin Logan           | CAN   | Kim Lamarre    |

### Langlaufen
Mannen
| Onderdeel             | Goud | Goud                                                       | Zilver | Zilver                                                                    | Brons | Brons                                                                       |
| --------------------- | ---- | ---------------------------------------------------------- | ------ | ------------------------------------------------------------------------- | ----- | --------------------------------------------------------------------------- |
| Sprint                | NOR  | Ola Vigen Hattestad                                        | SWE    | Teodor Peterson                                                           | SWE   | Emil Jönsson                                                                |
| 15 km klassieke stijl | SUI  | Dario Cologna                                              | SWE    | Johan Olsson                                                              | SWE   | Daniel Richardsson                                                          |
| 30 km skiatlon        | SUI  | Dario Cologna                                              | SWE    | Marcus Hellner                                                            | NOR   | Martin Johnsrud Sundby                                                      |
| 50 km vrije stijl     | RUS  | Aleksandr Legkov                                           | RUS    | Maksim Vylegsjanin                                                        | RUS   | Ilja Tsjernoesov                                                            |
| Teamsprint            | FIN  | Sami Jauhojärvi Iivo Niskanen                              | RUS    | Nikita Krjoekov Maksim Vylegsjanin                                        | SWE   | Emil Jönsson Teodor Peterson                                                |
| 4× 10 km estafette    | SWE  | Marcus Hellner Lars Nelson Johan Olsson Daniel Richardsson | RUS    | Aleksandr Bessmertnych Dmitri Japarov Aleksandr Legkov Maksim Vylegsjanin | FRA   | Robin Duvillard Jean-Marc Gaillard Maurice Manificat Ivan Perrillat Boiteux |

Vrouwen
| Onderdeel             | Goud | Goud                                                    | Zilver | Zilver                                                               | Brons | Brons                                                        |
| --------------------- | ---- | ------------------------------------------------------- | ------ | -------------------------------------------------------------------- | ----- | ------------------------------------------------------------ |
| Sprint                | NOR  | Maiken Caspersen Falla                                  | NOR    | Ingvild Flugstad Østberg                                             | SLO   | Vesna Fabjan                                                 |
| 10 km klassieke stijl | POL  | Justyna Kowalczyk                                       | SWE    | Charlotte Kalla                                                      | NOR   | Therese Johaug                                               |
| 15 km skiatlon        | NOR  | Marit Bjørgen                                           | SWE    | Charlotte Kalla                                                      | NOR   | Heidi Weng                                                   |
| 30 km vrije stijl     | NOR  | Marit Bjørgen                                           | NOR    | Therese Johaug                                                       | NOR   | Kristin Størmer Steira                                       |
| Teamsprint            | NOR  | Marit Bjørgen Ingvild Flugstad Østberg                  | FIN    | Kerttu Niskanen Aino-Kaisa Saarinen                                  | SWE   | Ida Ingemarsdotter Stina Nilsson                             |
| Estafette             | SWE  | Anna Haag Ida Ingemarsdotter Charlotte Kalla Emma Wikén | FIN    | Anne Kyllönen Krista Lähteenmäki Kerttu Niskanen Aino-Kaisa Saarinen | GER   | Stefanie Böhler Nicole Fessel Denise Herrmann Claudia Nystad |

### Noordse combinatie
Mannen
| Onderdeel       | Goud | Goud                                                   | Zilver | Zilver                                                      | Brons | Brons                                                        |
| --------------- | ---- | ------------------------------------------------------ | ------ | ----------------------------------------------------------- | ----- | ------------------------------------------------------------ |
| Normale schans  | GER  | Eric Frenzel                                           | JPN    | Akito Watabe                                                | NOR   | Magnus Krog                                                  |
| Grote schans    | NOR  | Jørgen Gråbak                                          | NOR    | Magnus Moan                                                 | GER   | Fabian Rießle                                                |
| Landenwedstrijd | NOR  | Jørgen Gråbak Håvard Klemetsen Magnus Krog Magnus Moan | GER    | Eric Frenzel Björn Kircheisen Fabian Rießle Johannes Rydzek | AUT   | Christoph Bieler Bernhard Gruber Lukas Klapfer Mario Stecher |

### Schansspringen
| Onderdeel           | Goud | Goud                                                        | Zilver | Zilver                                                                   | Brons | Brons                                                |
| ------------------- | ---- | ----------------------------------------------------------- | ------ | ------------------------------------------------------------------------ | ----- | ---------------------------------------------------- |
| Normale schans (m)  | POL  | Kamil Stoch                                                 | SLO    | Peter Prevc                                                              | NOR   | Anders Bardal                                        |
| Grote schans (m)    | POL  | Kamil Stoch                                                 | JPN    | Noriaki Kasai                                                            | SLO   | Peter Prevc                                          |
| Landenwedstrijd (m) | GER  | Severin Freund Marinus Kraus Andreas Wank Andreas Wellinger | AUT    | Thomas Diethart Michael Hayböck Thomas Morgenstern Gregor Schlierenzauer | JPN   | Daiki Ito Noriaki Kasai Reruhi Shimizu Taku Takeuchi |
|                     |      |                                                             |        |                                                                          |       |                                                      |
| Normale schans (v)  | GER  | Carina Vogt                                                 | AUT    | Daniela Iraschko-Stolz                                                   | FRA   | Coline Mattel                                        |

### Snowboarden
Mannen
| Onderdeel            | Goud | Goud                | Zilver | Zilver           | Brons | Brons         |
| -------------------- | ---- | ------------------- | ------ | ---------------- | ----- | ------------- |
| Halfpipe             | SUI  | Iouri Podladtchikov | JPN    | Ayumu Hirano     | JPN   | Taku Hiraoka  |
| Parallelreuzenslalom | RUS  | Vic Wild            | SUI    | Nevin Galmarini  | SLO   | Žan Košir     |
| Parallelslalom       | RUS  | Vic Wild            | SLO    | Žan Košir        | AUT   | Benjamin Karl |
| Slopestyle           | USA  | Sage Kotsenburg     | NOR    | Ståle Sandbech   | CAN   | Mark McMorris |
| Snowboardcross       | FRA  | Pierre Vaultier     | RUS    | Nikolaj Oljoenin | USA   | Alex Deibold  |

Vrouwen
| Onderdeel            | Goud | Goud               | Zilver | Zilver            | Brons | Brons           |
| -------------------- | ---- | ------------------ | ------ | ----------------- | ----- | --------------- |
| Halfpipe             | USA  | Kaitlyn Farrington | AUS    | Torah Bright      | USA   | Kelly Clark     |
| Parallelreuzenslalom | SUI  | Patrizia Kummer    | JPN    | Tomoka Takeuchi   | RUS   | Alena Zavarzina |
| Parallelslalom       | AUT  | Julia Dujmovits    | GER    | Anke Karstens     | GER   | Amelie Kober    |
| Slopestyle           | USA  | Jamie Anderson     | FIN    | Enni Rukajärvi    | GBR   | Jenny Jones     |
| Snowboardcross       | CZE  | Eva Samková        | CAN    | Dominique Maltais | FRA   | Chloé Trespeuch |

## Sleesporten

### Bobsleeën
| Onderdeel       | Goud | Goud                                                             | Zilver | Zilver                                                           | Brons | Brons                                                         |
| --------------- | ---- | ---------------------------------------------------------------- | ------ | ---------------------------------------------------------------- | ----- | ------------------------------------------------------------- |
| Tweemansbob (m) | SUI  | Beat Hefti Alex Baumann                                          | USA    | Steven Holcomb Steven Langton                                    | LAT   | Oskars Melbārdis Daumants Dreiškens                           |
| Viermansbob (m) | LAT  | Oskars Melbārdis Daumants Dreiškens Arvis Vilkaste Jānis Strenga | USA    | Steven Holcomb Curtis Tomasevicz Steven Langton Christopher Fogt | GBR   | John James Jackson / Bruce Tasker Stuart Benson / Joel Fearon |
|                 |      |                                                                  |        |                                                                  |       |                                                               |
| Tweemansbob (v) | CAN  | Kaillie Humphries Heather Moyse                                  | USA    | Elena Meyers Lauryn Williams                                     | USA   | Jamie Greubel Aja Evans                                       |

### Skeleton
| Onderdeel | Goud | Goud                | Zilver | Zilver            | Brons | Brons           |
| --------- | ---- | ------------------- | ------ | ----------------- | ----- | --------------- |
| Mannen    | RUS  | Aleksandr Tretjakov | LAT    | Martins Dukurs    | USA   | Matthew Antoine |
|           |      |                     |        |                   |       |                 |
| Vrouwen   | GBR  | Elizabeth Yarnold   | USA    | Noelle Pikus-Pace | RUS   | Jelena Nikitina |

Alpineskiën · Biatlon · Bobsleeën · Curling · Freestyleskiën · Kunstrijden · Langlaufen · Noordse combinatie · Rodelen · Schaatsen · Schansspringen · Shorttrack · Skeleton · Snowboarden · IJshockey